# Ngữ tộc Ấn-Iran
Ngữ tộc Ấn-Iran hay Ngữ tộc Arya là nhánh lớn nhất về số người bản ngữ và số ngôn ngữ của ngữ hệ Ấn-Âu, đồng thời là nhánh cực đông. Các ngôn ngữ trong hệ có hơn 1 tỉ người nói, kéo dài từ châu Âu (tiếng Digan), qua Thổ Nhĩ Kỳ (tiếng Kurd và Zaza–Gorani) đến Kavkaz (tiếng Ossetia), rồi về phía đông tới Tân Cương (tiếng Sarikol) và Assam (tiếng Assam), và về phía nam tới Sri Lanka (tiếng Sinhala) và Maldives (tiếng Dhivehi).
Ngôn ngữ tổ tiên của tất cả ngôn ngữ Ấn-Iran tức ngôn ngữ Ấn-Iran nguyên thủy, có lẽ từng được nói vào thiên niên kỷ 3 TCN. Đôi khi nhóm Dard cũng được thêm vào như nhánh thứ tư, nhưng nay các nhà nghiên cứu thường coi nhóm Dard là một nhánh cổ trong ngữ chi Ấn-Arya.

## Ngôn ngữ

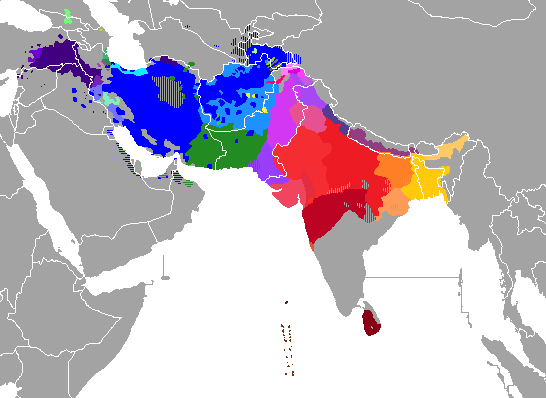
Ngữ tộc Ấn-Iran

Ngữ tộc Ấn-Iran được chia làm ba phân nhóm: 
- Ấn-Arya
- Iran
- Nuristan

Phần đông ngôn ngữ lớn (về số người nói) thuộc nhánh Ấn-Arya: Hindustan (Hindi–Urdu), Bengal, Punjab, Marathi, Gujarat, Bhojpur, Awadh, Maithil, Odia, Sindh, Assam, Rajasthan, Chhattisgarh, Sinhala, Nepal, và Rangpur. Trong nhánh Iran, ngữ ngôn ngữ lớn là tiếng Ba Tư, Pashtun, Kurd, và Baloch. Ngoài ra, ngữ tộc Ấn-Iran còn có rất nhiều ngôn ngữ nhỏ.